# When Fire Rains Down from the Sky, Mankind Will Reap as It Has Sown
When Fire Rains Down from the Sky, Mankind Will Reap as It Has Sown (v překladu když oheň prší z oblohy, lidstvo sklidí, co zaselo) je první EP britské metalové skupiny Anaal Nathrakh z roku 2003, které vyšlo u hudebního vydavatelství Mordgrimm. Představili se na něm hosté Attila Csihar (známý např. z působení v kapelách Tormentor a Mayhem) a Set Teitan (hrál např. v Aborym, Dissection, později člen kapely Unanimated).
Vyšlo později i v reedici s několika bonusovými skladbami.

## Seznam skladeb
1. "Cataclysmic Nihilism" - 04:48
2. "How The Angels Fly In (We Can Never Be Forgiven)" - 02:49
3. "Never Fucking Again" - 04:12
4. "Genesis of the Antichrist" - 04:29
5. "Atavism" - 06:06
6. "When Fire Rains Down From the Sky, Mankind Will Reap As It Has Sown" - 04:24

## Sestava
- Dave „V.I.T.R.I.O.L.“ Hunt – vokály
- Mick „Irrumator“ Kenney – kytara, baskytara, bicí
- Attila Csihar – vokály ve skladbě Atavism
- Set Teitan – kytara